# 뷰티풀 선데이 (라디오 프로그램)
《뷰티풀 선데이》는 부산CBS 표준FM에서 매주 일요일 낮 12시 5분부터 낮 1시까지 방송했던 라디오 프로그램이다.

## 같이 보기
- 부산CBS 표준FM

| 부산CBS 표준FM 일요일 프로그램 |                      |                          |
| 이전                           | 뷰티풀 선데이        | 다음                     |
| 구원의 강단                    | 뷰티풀 선데이        | 은성교회의 시간          |
| 오전 11시 35분 ~ 낮 12시       | 낮 12시 5분 ~ 낮 1시 | 낮 1시 5분 ~ 낮 1시 30분 |
|                                | 정시 CBS 노컷뉴스    | 정시 CBS 노컷뉴스        |